# Zecca di Pavia

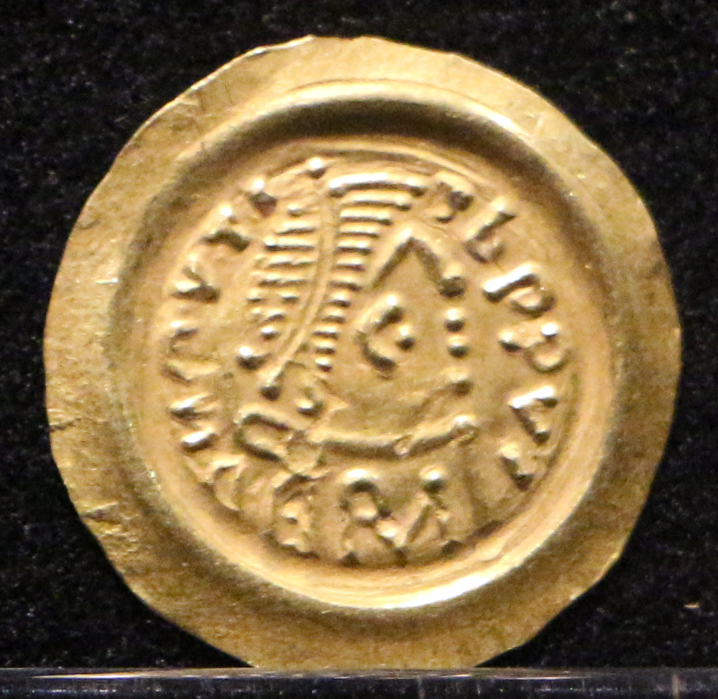
Tremissi emesso dalla zecca di Pavia a nome dell’imperatore Maurizio Tiberio, 625-675 circa.

La zecca di Pavia ha una storia millenaria e prestigiosa, legata al ruolo di capitale ricoperto dalla città dall’età gota, passando attraverso il regno longobardo e quello d’Italia, al 1024 (quando fu distrutto il palazzo reale). La zecca di Pavia trae origine dalla zecca romana di Ticinum, aperta intorno al 275 d.C. e rimasta attiva per circa cinquant’anni, per poi essere riattivata da re Totila (541- 552 d.C.). Tra il X e i primi decenni del XII secolo la moneta pavese rappresentò il circolante più diffuso nell’Italia settentrionale, utilizzato negli scambi commerciali anche a Roma, nell’Italia meridionale e conosciuto anche in Francia e nell’Europa centrale.  Successivamente la zecca conobbe grande sviluppo tra XIV e XV secolo, quando Pavia divenne sede della corte di Galeazzo II, Gian Galeazzo e, fino ai primi decenni del Quattrocento, di Filippo Maria Visconti. La zecca rimase operativa fino al 1465 circa, quando venne chiusa da Francesco Sforza. Dopo di allora, durante l’assedio del 1524- 25, vennero coniate in città monete ossidionali in oro, argento, tali nominali furono gli ultimi prodotti a Pavia. 

## La monetazione ostrogota
Durante la guerra Greco-Gotica, con la caduta in mano bizantina di Roma (536) e di Ravenna e Milano (539- 540), la zecca del regno fu portata a Pavia: la prima emissione certa coniata in città è infatti una siliqua con il monogramma del re Ildibald (540- 541). Probabilmente sono riconducibili alla zecca pavese i tremissi emessi da Totila con l’effigie dell’imperatore Giustiniano, mentre, con la temporanea riconquista di Roma da parte degli Ostrogoti (549- 552), ripresero le coniazioni in oro nella zecca di Roma, anche se risulta difficile distinguere i solidi e i tremissi (questa volta con il busto dell’imperatore Anastasio) prodotti a Roma da quelli coniati a Pavia.

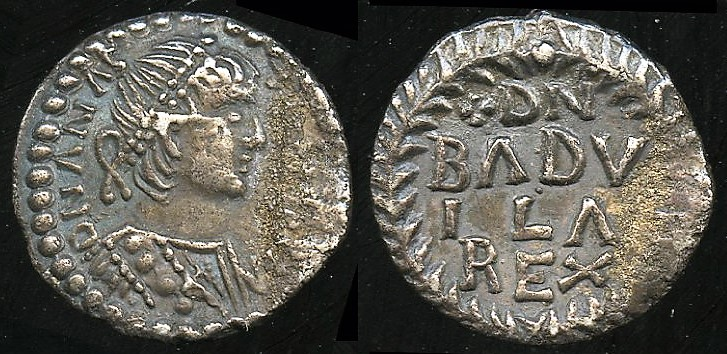
Pavia, siliqua, Totila.

Accanto alla monetazione aurea, la zecca pavese produsse anche silique e mezze silique in argento, che riportano al rovescio il nome (o il monogramma) di Totila, in genere incorniciato da una ghirlanda, e monete in bronzo. La monetazione bronzea emessa a Pavia si caratterizza per l’appellativo FELIX abbinato all’immagine della città, a indicare che Pavia era residenza del re e sede delle strutture centrali amministrative e militari del regno, a differenza di quelle coniate a Roma, dove il titolo riferito alla città è INVICTA.
Dopo la caduta di Roma in mano bizantina, Pavia rimase l’unica zecca sotto il controllo degli Ostrogoti, risalgono a questo periodo alcune parti di siliqua in argento emesse nella zecca dall’ultimo sovrano ostrogoto, Teia.

## La monetazione longobarda

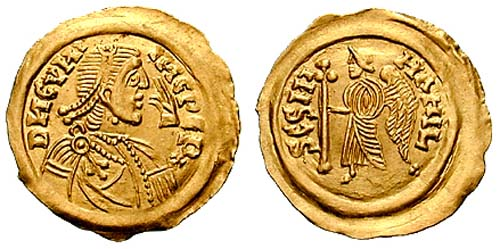
Tremissi di Cuniperto coniato a Pavia.

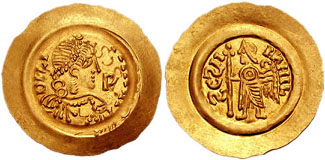
Tremissi di Liutprando coniato a Pavia.

In età longobarda, soprattutto nei primi decenni successivi al loro arrivo in Italia, non vi fu un monopolio regale nella coniazione monetaria e quindi, accanto alla zecca di Pavia, furono operative anche altre, riconoscibili grazie segni alfabetici presenti sulle monete. Un certo controllo regio sull’emissione monetaria si ebbe solo a partire dalla seconda metà del VII secolo. A partire da Cuniperto prese avvio la monetazione regia e cessò quella pseudo imperiale (che imitava i modelli bizantini). Cuniperto emise due serie di tremissi: la prima riprendeva il tipo con al rovescio la Vittoria con ghirlanda e globo, mentre successivamente il sovrano promosse una riforma monetaria che impose un nuovo tipo di emissioni, con al rovescio la figura di San Michele, modello che rimase in uso fino alla prima metà dell’VIII secolo. Alcuni tremissi coniati durante il regno di Liutprando riportano alcune lettere, probabilmente utilizzate come segni identificativi della zecca e quella pavese (come già in precedenza) era identificata dalla lettere T (Ticinum).
Sotto il regno di Desiderio, accanto alle monete con sul rovescio la figura di San Michele, furono prodotti anche tremissi, definiti “stellati”, con al dritto la raffigurazione di un fiore a sei punte. Tali monete vennero coniate non solo a Pavia (alcuni esemplari riportano infatti la legenda Flavia Ticinum), ma anche in altri centri dell’Italia settentrionale e della Toscana.
Oltre alla produzione aurea, la zecca di Pavia coniò anche mezze silique d’argento, di cui si conservano esemplari emessi da Agilulfo, Adaloaldo, Ariperto I, Grimoaldo e Pertarito, quasi tutti caratterizzati al dritto dal monogramma del nome del re, racchiuso entro una ghirlanda. Non si ha invece notizia di coniazione a Pavia di monete bronzee.

## La monetazione carolingia

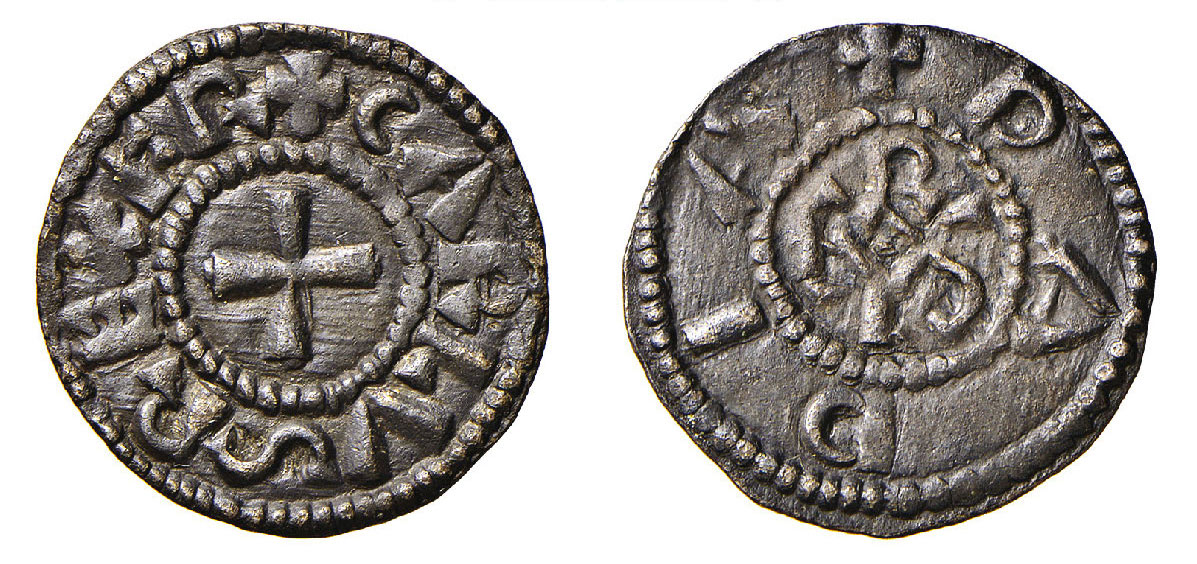
Pavia, denaro, Carlo Magno

Con la conquista del regno Longobardo, Carlo Magno inizialmente, tra il 774 e il 781, fece coniare tremissi del tutto simili a quelli di re Desiderio. Alcuni di essi riportano al diritto la legenda DOMINS o DOMINVS CAROLVS, e al rovescio la dicitura FLAVIA TICINO, mentre in altri, verosimilmente più tardi, il nome del sovrano compare ormai associato al titolo regale e prudentemente. Dal 781 Carlo Magno rivoluzionò completamente il sistema monetario del regno: le coniazioni furono imperniate su un solo nominale, il denaro d’argento, cessarono le coniazioni di monete auree o in bronzo e molte zecche attive in età longobarda furono chiuse. Il nuovo sistema monetario era basato sulla libbra d’argento (circa 327 grammi): ogni libbra (lira) era formata da venti soldi e ogni soldo da dodici denari e quindi una libbra (lira) equivaleva a 240 denari d’argento. Libbra e soldo erano multipli ideali e, diversamente dai denari, non venivano coniati, venne così prodotto un'unica moneta, il denaro d’argento, uniforme in tutto l’impero Carolingio.

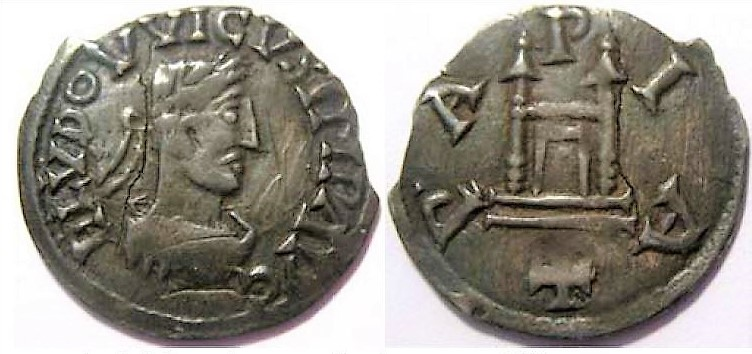
Pavia, denaro, Ludovico il Pio.

La zecca di Pavia coniò denari con la dritto una croce e la legenda CARLVSREXFRANCORUM, mentre al rovescio compare il monogramma del sovrano e la dicitura PAPIA. I denari del successore di Carlo, Ludovico il Pio,  si caratterizzano invece per la legenda HLVDOVVICUVSIMP al dritto, mentre al rovescio, quasi a evidenziare il ruolo di Pavia come capitale del regno, raffigurano un edificio stilizzato dotato di due torri (forse il palazzo Reale) con attorno la scritta PAPIA. Vi sono alcuni denari, sempre coniati a Pavia al tempo di Ludovico il Pio, che raffigurano al dritto il busto dell’imperatore e al rovescio sempre un edificio stilizzato provvisto di due torri. Intorno all’822 il sovrano introdusse nuovi denari, caratterizzati dalla scritta CHRISTIANA RELIGIO al rovescio e un tempio (senza alcuna indicazione della zecca di coniazione) al dritto, anch’essi potrebbero essere stati coniati anche dalla zecca di Pavia.
Lotario I fece coniare denari (con al rovescio la legenda PAPIA) molto simili a quelli di Ludovico il Pio, mentre in quelli di Ludovico II e Carlo il Calvo la produzione pavese si caratterizza, oltre che dalla corretta grafia di RELIGIO (che nelle monete milanesi è invece riprodotta come REIICIO), per la lettera A non barrata e la B del tutto simile a una D.

## La monetazione dei re nazionali
Il periodo (888- 963) che corre tra la fine della dinastia carolingia e l’avvento di quella ottoniana vide un susseguirsi di sovrani che regnarono per poco tempo. Pavia mantenne il ruolo di capitale del regno d’Italia e la sua zecca coniò denari per: Berengario I, Guido da Spoleto, Arnolfo di Carinzia, Lamberto da Spoleto, Ludovico III, Rodolfo II di Borgogna, Ugo di Provenza, Lotario II e Berengario II (associato al figlio Adalberto).

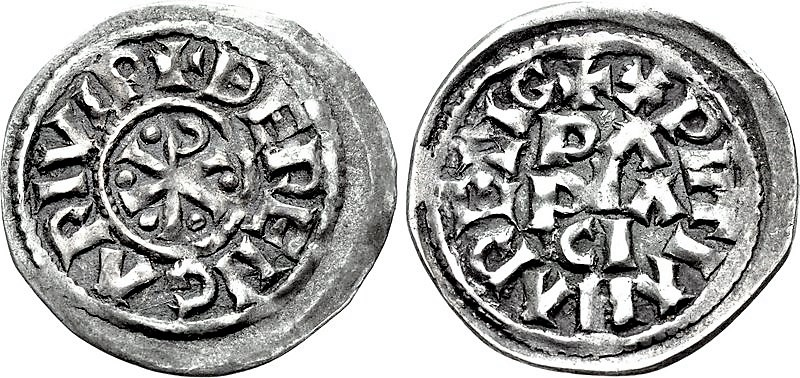
Pavia, denaro, Berengario I.

Berengario I fece coniare denari con il titolo di re tra l’888 e il 915 e successivamente, tra il 915 e il 924 con quello di imperatore. Le monete emesse a Pavia al tempo di Berengario I sono leggermente scodellate e sono di due tipologie diverse: la prima riporta al dritto la croce patente circondata da globetti e al rovescio è raffigurato un tempio tetrastilo con sul frontone la dicitura INPAPIACIVITAS, mentre la seconda (forse coniata tra il 902 e il 924) riporta un monogramma di Cristo al dritto e la scritta, posta su tre righe, PAPIA CI(vitas). Tuttavia il potere di Berengario I non fu saldo, dovette lottare contro Guido da Spoleto e Arnolfo di Carinzia e, tra 894 e l’896, per fronteggiare nuovamente Guido da Spoleto, dovette accordarsi con Arnolfo di Carinzia, che fu incoronato re d’Italia lasciando a Berengario I il governo del regno. Risalgono a questo periodo i denari coniati (che mantengono le immagini della croce con globetti e del tempio tetrastilo, ma che recano al dritto la scritta: ARNVULFVSPIVSREX, mentre al rovescio, intorno al nome della zecca, PAPI(a), la dicitura: BERENGARIVSRE.
Negli anni turbolenti che seguirono, si succedettero sul trono vari re (Lamberto da Spoleto, Ludovico III, Rodolfo II di Borgogna, Ugo di Provenza e Lotario II) ognuno di essi fece coniare nella zecca pavese denari d’argento dalle caratteristiche molto simili, cambiando principalmente la legenda con il nome del sovrano, fino a Berengario II, che venne incoronato re d’Italia nella basilica di San Michele Maggiore insieme al figlio Adalberto nel 950. I denari di Berengario II si caratterizzano per la scritta al dritto: BERENGARIVS, abbinata, al centro, dal termine REX, e al rovescio dal nome del figlio (ADALBERTVS) con al centro PAPIA.

## La monetazione ottoniana

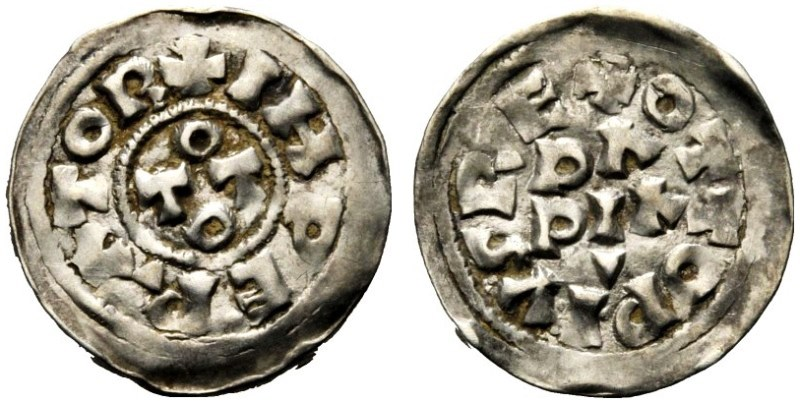
Pavia, denaro, Ottone I.

Ottone I, che fu incoronato imperatore nel 962, intervenne per ripristinare l’autorità dell’impero in molti campi, tra cui anche quello monetario. Durante il X secolo il denaro argenteo si era svalutato, tanto che già Berengario II, intorno al 947, aveva indebolito la moneta aggiungendo rame nella lega. Ottone I impose un rigido controllo regio sulla qualità e sul peso dei denari coniati a Pavia, dato che i maestri monetari dovevano rispondere a un camerario regio, tale supervisione impedì il fenomeno di svalutazione delle monete coniate a Pavia, diversamente dalle altre zecche, come Milano, dove il processo continuò a lungo. Tale supervisione fu favorita anche dal fatto che molto spesso, tra i 965 e il 1002, gli stessi imperatori soggiornarono a lungo a Pavia. Il denaro pavese divenne così una moneta stabile e forte, richiesta per ogni transazione in tutta l’Italia settentrionale e diffusa anche a Roma e nelle regioni del sud Italia. Grazie alla sua qualità, la moneta pavese continuò a essere reputata la migliore dell'Italia padana fino alla seconda metà del XII secolo, quando la sua area monetale si ridusse all’Italia nord- occidentale. Le cause della perdita d’importanza della moneta pavese ebbero origine con i cambianti politici e sociali che avvennero a Pavia (e anche in altre parti dell’Italia centro-settentrionale) nel corso dell’XI secolo, e in particolare con la distruzione, nel 1024, del palazzo Reale, che causò la scomparsa del vasto apparato burocratico che per decenni aveva sorvegliato e garantito la qualità della moneta pavese, tanto che essa, cessando il controllo imperiale, progressivamente si adeguò alle altre coniate nell’area. 

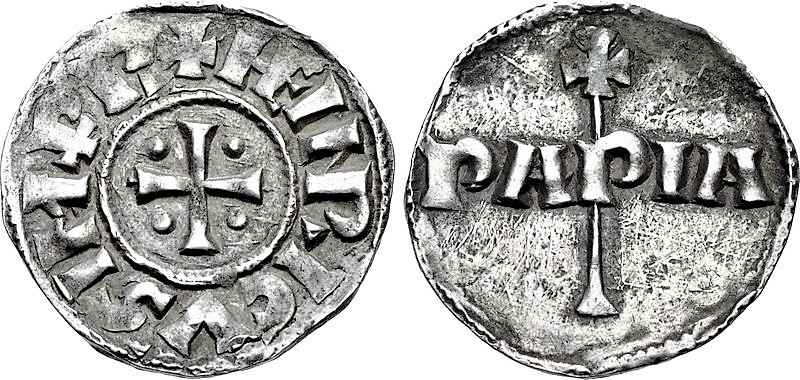
Pavia, denaro, Enrico II il Santo

I denari coniati da Ottone I presentano al dritto la scritta IMPERATOR, con al centro il nome del sovrano, OTTO, e al rovescio il nome della città, PAPIA. Non molto diversi furono quelli coniati sotto Ottone II e Ottone III, caratterizzati al rovescio dalla dicitura, riferita a Pavia, INCLITA CIVITAS o CIVITAS GLORIOSA. Con la morte di Ottone III, Arduino d’Ivrea riuscì a farsi incornare re d’Italia nella basilica di San Michele Maggiore a Pavia nel 1002. Arduino fece coniare denari con la scritta, al dritto, INVSGRACIADIREX (gracia dei rex) e, la centro, il suo nome, ARDO. Ma la discesa dell’imperatore Enrico II pose fine al suo regno. Il nuovo sovrano impose una rivoluzione nel disegno del denaro: richiamandosi in parte ai denari emessi da Lotario I, al dritto fu raffigurata una croce nel campo, con quattro globetti su ogni lato, mentre al rovescio una grande asta, terminate con una croce, e la scritta PAPIA.

## Da Corrado II il Salico a Enrico V di Franconia
Corrado II il Salico, re d’Italia tra il 1026 e il 1039, fece coniare denari molti simili a quelli ottoniani, abbandonando i simboli religiosi e ripristinando iconograficamente l’autorità imperiale, essi riportano infatti, su tre righe, al dritto il nome del sovrano, mentre al rovescio vi è la scritta PAPIA.

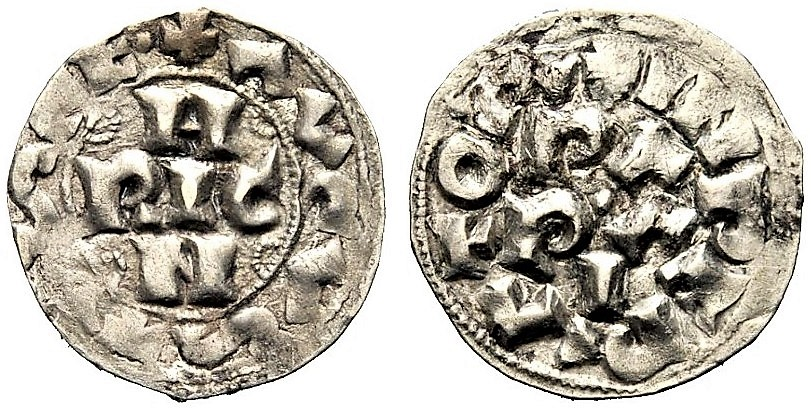
Pavia, denaro, Enrico IV o Enrico V.

Con il successore, Enrico III il Nero, i denari cominciarono a essere coniati secondo una tipologia iconografica standardizzata, tanto che è talvolta difficile comprendere sotto quale sovrano furono prodotti. Se infatti quelli di Enrico III riportano al rovescio la scritta PAPIA CI(vitas) divisa su tre righe, quelli di Enrico IV ed Enrico V presentano solo la dicitura, sempre su tre righe, PAPIA.
I denari emessi a Pavia da Enrico III presentano ancora le caratteristiche dei “denari pavesi vecchi”, prodotti dalla zecca di Pavia ai tempi degli ottonidi, come il titolo dell’argento (800 millesimi) e il peso, che spesso supera i 1,300 grammi. Tuttavia, dalla seconda metà dell'XI secolo, anche la moneta pavese, che fino ad allora era stata la più importante d’Italia e una di quelle in maggior circolazione in Europa, andò incontro a un progressivo fenomeno di svilimento.
Intorno al 1110, accanto ai vecchi denari, ne vennero coniati di nuovi, spesso definiti nelle fonti coeve (come il cronista genovese Caffaro di Rustico da Caschifellone) bruni o bruneti, il cui peso si aggirava intorno a 1 grammo e il titolo variava dai 500 ai 430 grammi d’argento. A Genova, dove fino al 1140, quando la città cominciò a coniare moneta autonomamente, veniva generalmente impiegata la moneta pavese, nel XII secolo un “denario vecchio pavese” (dal peso di circa 1,300 grammi e con il titolo dell’argento di 800 millesimi) equivalevano a tre denari genovesi, mentre sempre tre denari genovesi corrispondevano a due “nuovi denari pavesi” (i bruni).

## Dal 1140 al 1220
Fino all’avvento di Federico II, la zecca pavese continuò a coniare denari riportando il nome dell’imperatore Enrico, pur riducendo progressivamente sia il peso sia il titolo dell’argento, sappiamo infatti che i denari della seconda metà del XII contenevano tra gli 0,21 e i 0,22 grammi di argento (grossomodo la metà delle monete prodotte nei primi decenni del secolo). Negli stessi decenni furono forse coniati a Pavia anche nuovi denari che riportano il nome dell’imperatore Federico I, caratterizzati da un peso di circa 0,7- 0,8 grammi e un titolo di quasi 240 millesimi, del tutto simili ai nuovi denari milanesi, chiamati anche terzoli, coniati a partire dal 1120-1130.

## La monetazione di Federico II

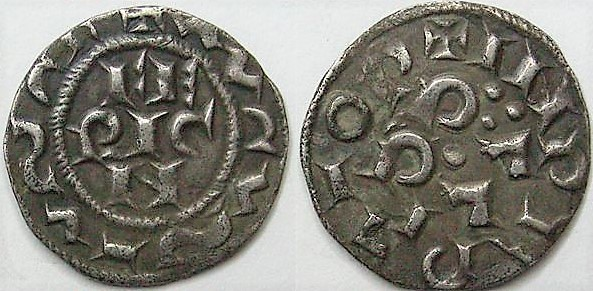
Pavia, denaro, Federico II.

Gli anni del regno di Federico II furono caratterizzati da profondi cambiamenti nel sistema monetario in vigore nell’area lombarda. La zecca di Pavia, ma lo stesso vale anche per Milano, Como, Piacenza, Bergamo, Lodi, Tortona e altre, produsse nuove monete: il grosso, che pesava grossomodo 1,4 grammi e aveva un titolo di 900- 950 millesimi d’argento, il denaro, circa 0,7- 0,9 grammi e un titolo di 250- 300 millesimi, e la medaglia o obolo: 0,30- 0,35 grammi e un titolo di 200- 250 millesimi. L’uniformità di tali monete (non solo nel peso e nel titolo, ma anche in alcuni elementi decorativi, come la stella a sei punte) furono sanciti anche dal alcune convenzioni monetarie, delle quali la più importante fu stabilita nel 1254 tra i comuni di Bergamo, Brescia, Cremona, Parma, Pavia, Piacenza e Tortona allo scopo di uniformare la circolazione monetaria.

## Tra la seconda metà del XIII secolo e la conquista viscontea (1359)

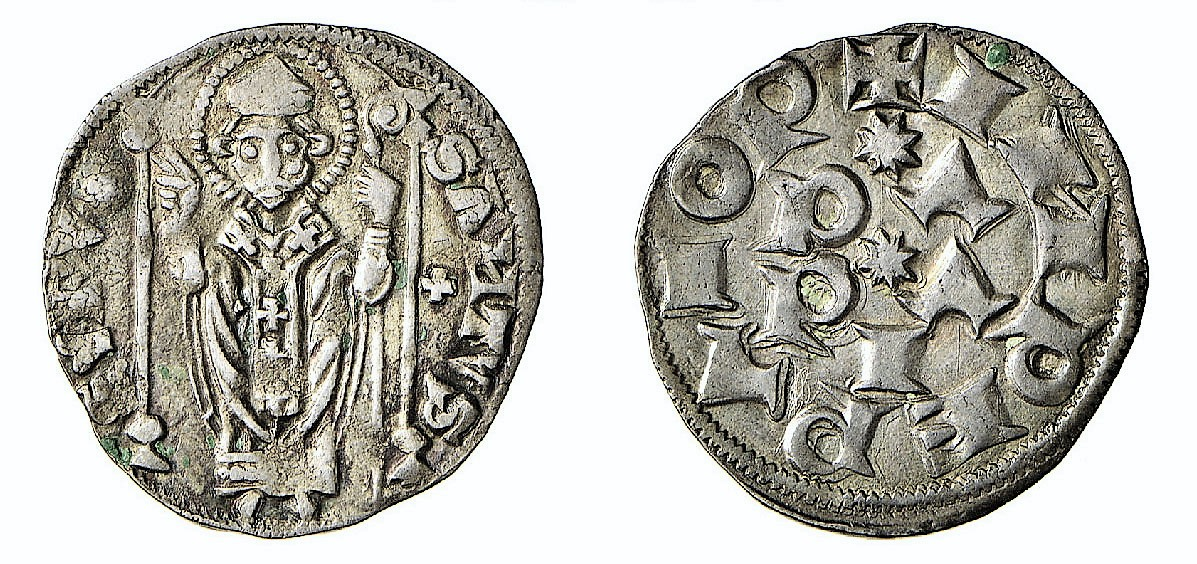
Pavia, grosso, 1299- 1359.

Durante gli ultimi decenni del XIII secolo la zecca pavese produsse mezzani (equivalenti a mezzo denaro imperiale) dal peso di circa 0,78 grammi e con un titolo d’argento grossomodo di 160 millesimi. Tali monete (pur con alcune varianti) riportano al dritto la scritta AUGUSTUS CE(sar) con una croce patente al centro, mentre al rovescio vi è la legenda IMPERATOR e, al centro, PAPIA divisa su tre righe. Accanto ai mezzani, almeno dal 1299, vennero coniati grossi d’argento, tali monete, dal peso di circa 2 grammi e un titolo di 900-820 millesimi, presentano caratteristiche del tutto simili agli analoghi grossi coniati nello stesso periodo in altre città lombarde e a Milano in particolare. Al dritto (con alcune varianti) si trova la scritta IMPERATOR e al centro PAPIA in tre righe. Innovativa è invece il disegno del rovescio: San Siro compare in piedi sotto un arco retto da due colonne, in una mano tiene il pastorale, mentre l’altra è alzata, nell’atto di benedire. La legenda è: SANCTUS SYRUS. Tale iconografia sarà ripresa, pochissimi anni dopo e sostituendo Sant’Ambrogio a San Siro, dagli ambrosini d’oro coniati dalla zecca di Milano.

## La monetazione viscontea
Dopo la definitiva conquista di Pavia (1359), Galeazzo II, richiamandosi al passato di capitale del regno longobardo prima e d’Italia poi, portò la propria residenza e la sua corte in città, trasformando così Pavia nella seconda capitale, dopo Milano, dello stato visconteo. Anche il primo duca di Milano, Gian Galeazzo, pur spostandosi spesso tra Pavia e Milano, principalmente risiedeva e teneva la corte a Pavia, dove fece ampliare il parco iniziato dal padre e fondò, come pantheon dinastico, la Certosa, e lo stesso fece, fino ai primi decenni del XV secolo, Filippo Maria. La zecca di Pavia in età viscontea coniò monete simili a quelle prodotte dalla zecca di Milano, come il maestoso fiorino battuto sia da Galeazzo II sia da Gian Galeazzo (prodotto sia a Pavia, sia a Milano), dal peso di circa 3,53 grammi d’oro, con al dritto l’immagine di un cavaliere in armatura, dotato di cimiero raffigurante un drago, che impugna nella mano una spada. Compare poi, ripetuta, l’impresa del tizzone in fiamme con due secchi d’acqua, mentre la legenda riporta: GALEAZ VICECOMES. Al rovescio lo stemma visconteo al centro, coperto da un grande elmo, dotato di cimiero con drago, vi è la legenda: DOMINUS MEDIOLANI PAPIE.

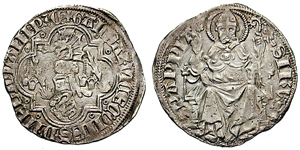
Pavia, pegione, Galeazzo II, 1365- 1375.

La zecca pavese produsse anche grossi d’argento (detti pegioni, dei quali esistono diverse varianti) con al dritto lo scudo visconteo provvisto di elmo dotato di cimiero a testa di drago e la scritta GALEAZ VICECOMES DOMINUS MEDIOLANI PAPIE e al rovescio la figura di San Siro in cattedra benedicente e la legenda S. SIRUS PAPIA. Tali monete, il cui peso si aggira intorno ai 2,60 grammi e presentano un titolo dell’argento intorno ai 910 millesimi, furono probabilmente fatti coniare anche da Gian Galeazzo, che, omettendo la prima parte del suo nome, fece emettere monete con lo stesso appellativo del padre. Sempre a Pavia furono anche coniati alcuni grossi, in passato attribuiti alla zecca di Milano, nei quali la figura di San Siro è sostituita da quella di Sant’Ambrogio.

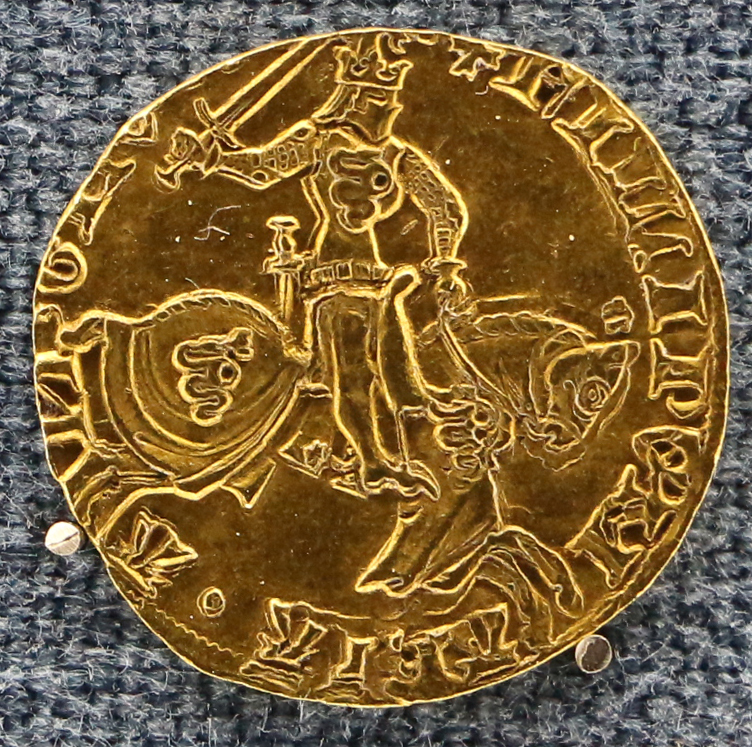
Milano o Pavia, fiorino, Filippo Maria Visconti

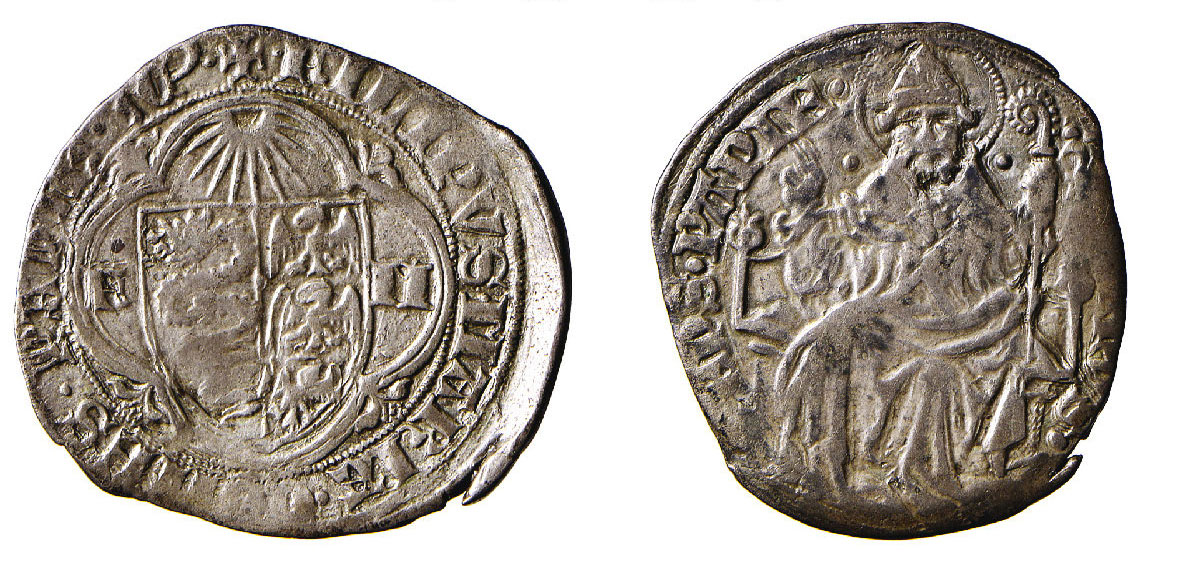
Pavia, Pegione, Filippo Maria Visconti

Monete simili furono emesse anche da Filippo Maria, per il quale la zecca pavese coniò anche grossi con al dritto lo stemma della contea di Pavia, bissoli (dal peso di circa 0,50 grammi) e sesini (che nel campo presentano la biscia viscontea).

## Dalla morte di Filippo alla chiusura della zecca (1465 circa)
Alla morte di Filippo Maria (1447), le autorità comunali proclamarono il libero comune (repubblica di San Siro), ma la nuova entità ebbe una durata effimera, dato che il 15 settembre 1447 Francesco Sforza, grazie anche all’opera della suocera Agnese del Maino (che dimorava in città), ottenne la dedizione di Pavia e fu nominato conte della città. Nonostante la sua brevissima durata, la repubblica di San Siro emise un denaro in rame, molto simile agli analoghi nominali coniati dalla repubblica Ambrosiana, con al dritto la testa di San Siro e la scritta S.SIRUS PAPIE e al rovescio una croce, circondata da bisanti, con la legenda COMUNITAS PAPIE.
Per Francesco Sforza la zecca pavese produsse ducati d’oro, che riprendono la figura del cavaliere già presente nei fiorini di età viscontea, arricchita dall’impresa dei tre anelli con diamante, grossi d’argento da due soldi, che generalmente presentano al dritto la biscia viscontea, affiancata dalle iniziali dello Sforza, seguite dalla legenda FRANCISCUS SFORCIA, mentre al rovescio presentano una croce racchiusa in una cornice a quattro lobi e riportano la scritta COMES PAPIE, soldi e sesini. Sempre sotto Francesco Sforza, la zecca di Pavia coniò anche diverse serie di sesini nei quali, oltre al titolo di conte di Pavia, venivano riportate le qualifiche di duca di Milano, conte di Angera e signore di Cremona, rendendoli così quasi del tutto identici ai sesini prodotti dalla zecca di Milano.
Non si conosce con esattezza l'anno in cui fu chiusa la zecca di Pavia, un documento del 1466 ci informa che in quella data la zecca non era in funzione, anche se essa non era stata ancora smantellata, e quindi probabile che avesse cessato ogni attività da poco tempo.

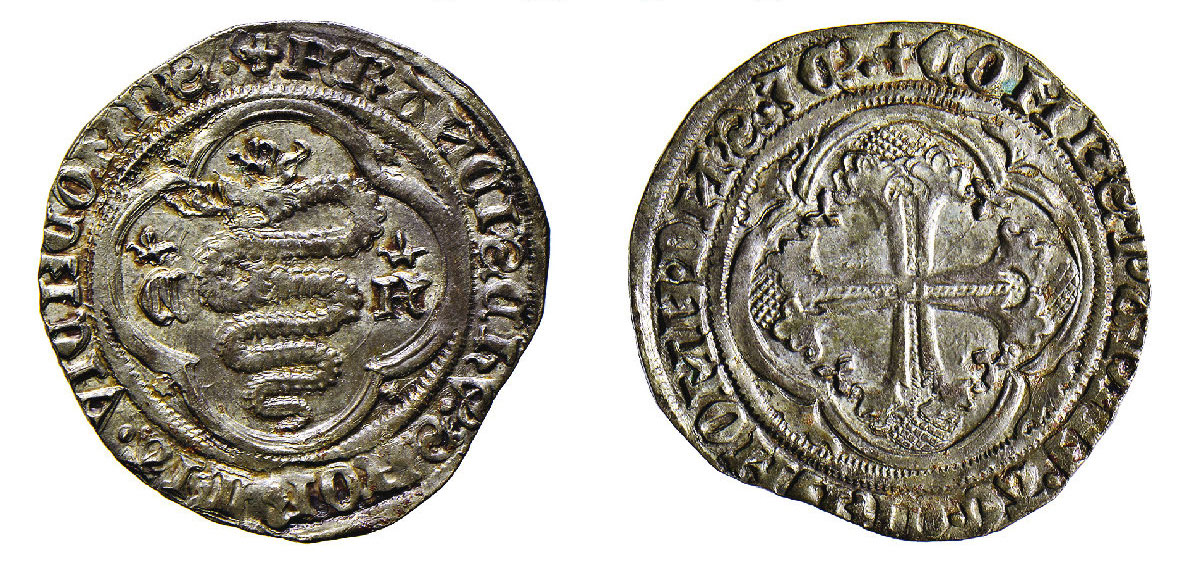
Pavia, Pegione, Francesco Sforza

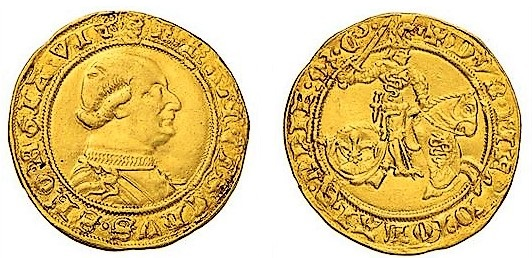
Pavia, ducato, Francesco Sforza.

Nel 1474 le autorità comunali di Pavia chiesero al Magistrato delle Entrate Ducali la possibilità di riaprire la zecca, ma la richiesta fu rigettata perché nei capitoli d'appalto della zecca di Milano era stato stabilito che le uniche città sotto il controllo degli Sforza che potevano battere moneta erano Milano e Genova. Tuttavia, dato il ruolo di Pavia (nel castello Visconteo avevano sede la biblioteca e l'archivio ducale, la vicina Certosa, collegata al castello dal grande parco Visconteo, era il tempio dinastico ducale, senza dimenticare che il titolo di conte di Pavia era riservato all'erede al trono ducale) la zecca di Milano fu obbligata a coniare un certo quantitativo di monete con impresso il simbolo della contea di Pavia al posto dello stemma del ducato di Milano.

## Le monete ossidionali del 1524

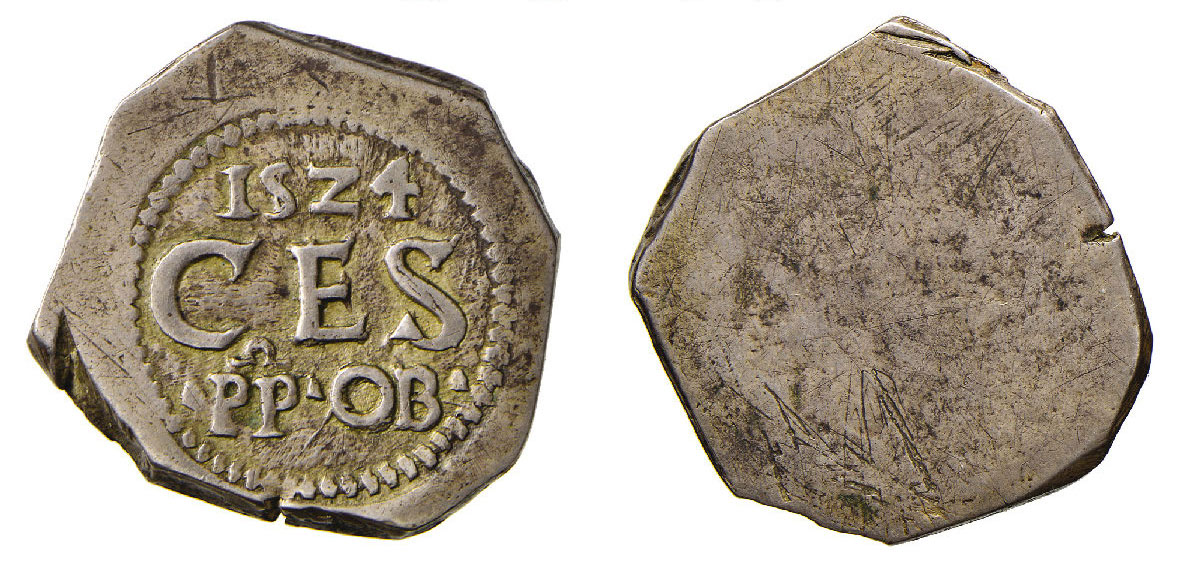
Pavia, testone, 1524.

Durante l'assedio di Pavia del 1524- 1525, il comandante imperiale della città, Antonio de Leyva, fece coniare alcuni testoni d'argento per pagare i soldati della guarnigione, tali monete furono prodotte inizialmente con l'argento donato dal de Leyva e poi con quello requisito ai cittadini e alle chiese.  Il peso dei testoni varia da 9,200 grammi a 7,240 grammi, alcuni di essi presentano al dritto una croce, l'anno di emissione (1524) e le iniziali A L del comandante, mentre altri riportano al dritto, su tre righe, l'anno e la legenda CES. PP. OB. (cesariani Papie obsessi).

## Le monete di Belgioioso

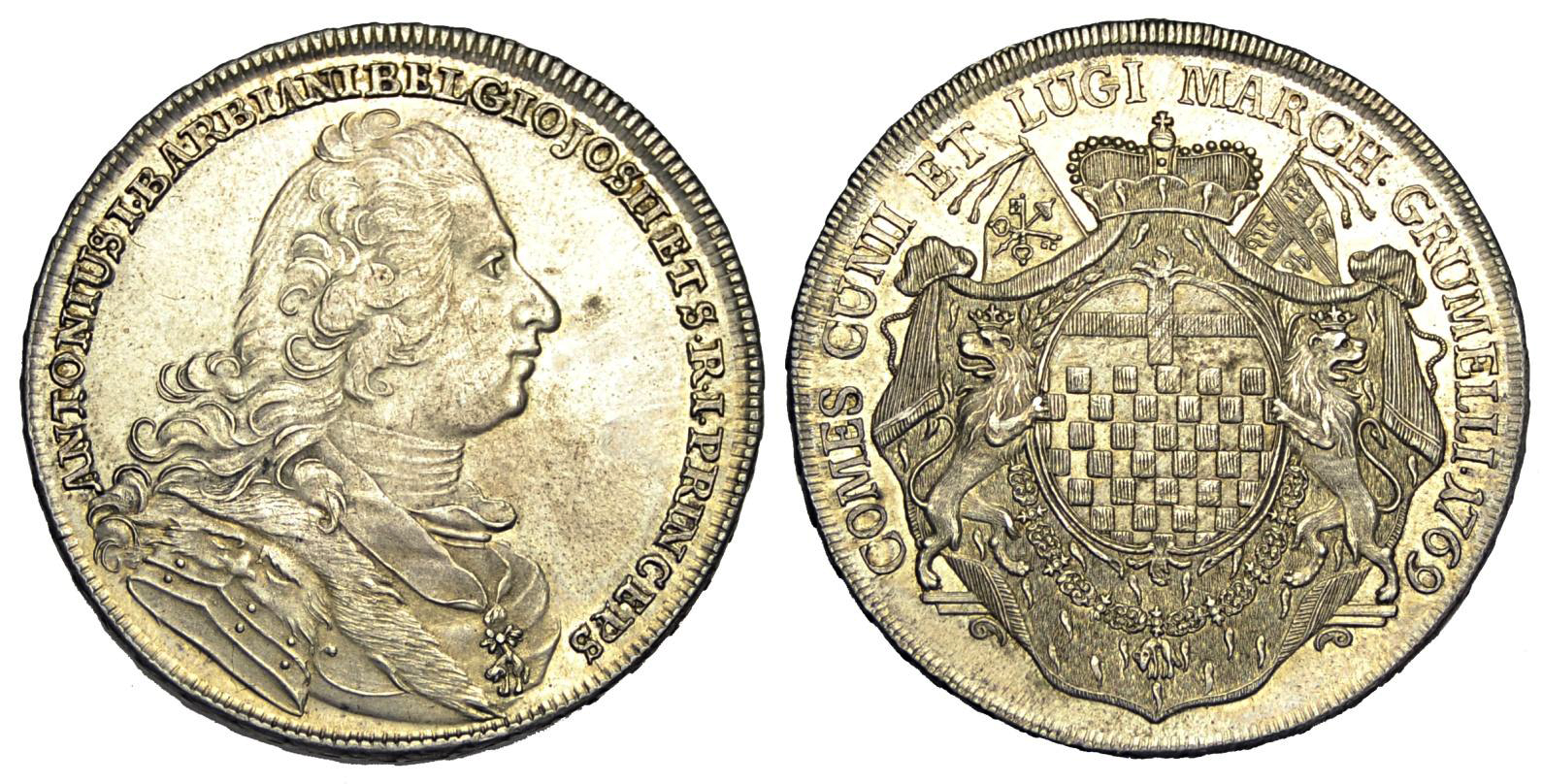
Tallero di Belgioioso, 1769.

Seppur non coniate a Pavia, le monete di Belgioioso rientrano a pieno titolo tra quelle di area pavese dato che furono emesse nel 1769 da Antonio Barbiano di Belgioioso, ciambellano imperiale, quando fu elevato al rango di principe del Sacro romano Impero dall’imperatrice Maria Teresa, con il titolo di Principe di Belgioioso, località distante pochi chilometri da Pavia. La qualifica, trasmissibile agli eredi maschi primogeniti, comportava diversi privilegi, tra i quali vi era quello di poter aprire a Belgioioso una zecca e di poter emettere in essa monetazione d’oro e d’argento con la propria effigie. Il principe tuttavia non attivò nessuna officina destinata alla coniazione di monete, ma si limitò a far produrre dalla zecca di Vienna un quantitativo limitato di ongari (equivalente imperiale dello zecchino d'oro) e di talleri d’argento con la propria immagine e lo stemma del casato.

## Le sedi della zecca

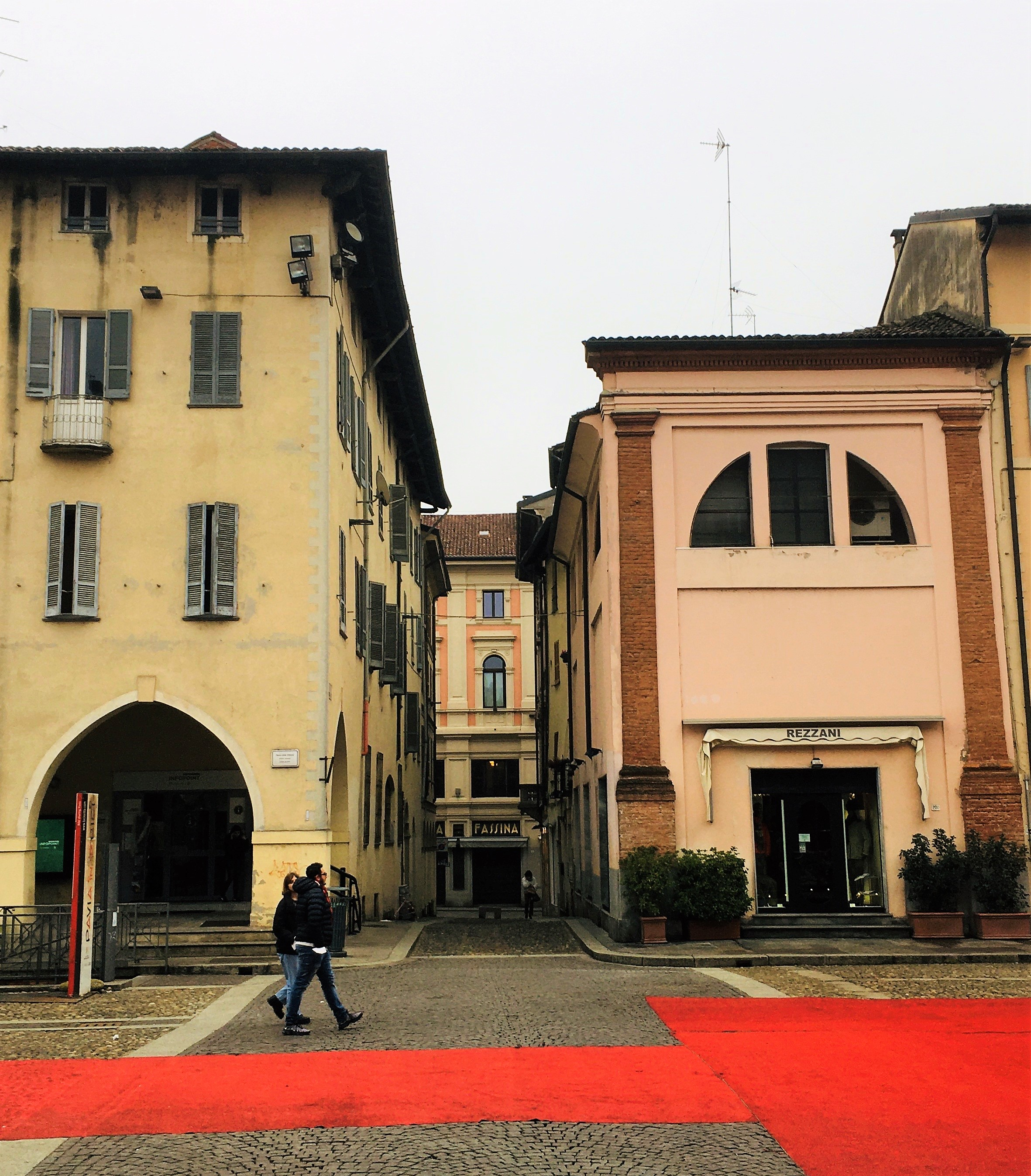
La chiesa di San Nicolò della Moneta, con a fianco via della Zecca.

Nel 1961, durante gli scavi per la costruzione di un’abitazione nel settore sud-orientale della città, nell’area compresa tra le vie Porta Damiani, Pedotti e Alboino, vennero alla luce i resti di un grande edificio, forse risalente alla tarda romanità, a pianta rettangolare e dotato di abside. Come è stato recentemente ipotizzato, tale struttura verosimilmente ospitò la zecca durante il regno ostrogoto. Successivamente, forse già dall’età longobarda, a Pavia le monete vennero battute all’interno del palazzo Reale, mentre dopo il 1024 la zecca fu spostata nei pressi dell’attuale piazza Vittoria, vicino alla chiesa di San Nicolò della Moneta.